# Wanchojang
Wanchojang (en hangul, 완초장) es el arte tradicional coreano de crear esteras, cestas y cajas de tramados de fibras vegetales (juncia).

## Historia
La juncia —planta herbácea de la familia de las ciperáceas—, ha sido un material común para producir artículos para el hogar en Corea desde el  Período de Silla (57 a. C. - 935 ). A pesar de la disponibilidad de la planta, que crece bien en el suelo anegado de los arrozales, los productos de junco fueron muy apreciados y se utilizaron como decoración en los palacios reales y se otorgaron como presentes a otras naciones. Una canasta hecha de juncia conocida como pyebaek dongguri era un elemento importante del rito tradicional de bodas, y las ceremonias reales de sacrificios en el Periodo Goryeo empleaban el tejido de juncia como un sacramento religioso.

## Construcción
El proceso de crear productos de junco comienza con el cultivo de la materia prima. La juncia se planta en abril y se cosecha solo unos meses más tarde en verano. Los tallos cortados son hervidos, secados, empapados, y luego secados de nuevo en un proceso que, después de varias repeticiones, los blanquea y les otorga un color blanco brillante. Algunas hebras son teñidas para permitir reflejos de color y diseños en el trabajo terminado.
Existen dos métodos principales para tejer la juncia: uno que utiliza herramientas o máquinas, el otro realizado completamente a mano.  A veces se los conoce como tejido "prieto" y "abierto". El tejido a máquina se utiliza predominantemente para hacer esteras, mientras que las cajas, los cuencos y las cestas requieren ser tejidas a mano.  Primero se crea un cuadro básico, que comprende hebras de juncias entretejidas; luego se tejen sobre este cuadro el samori, o secciones verticales. En esta etapa, las imágenes, patrones y personajes se incorporan al diseño, en un proceso denominado tteumjil. El proceso de creación es largo, tomando hasta dos semanas la construcción de un sajuham ("caja de tres niveles").

## Yi Sang-jae
El maestro actual de wanchojang es Yi Sang-jae de Ganghwado, un área que ha sido durante mucho tiempo un sitio de cultivo de juncia y tejido. Nacido en 1943, ha estado trabajando el junco durante más de cincuenta años, y ha tenido sus obras expuestas en Japón y el Reino Unido. Yi, junto con el arte del wanchojang mismo, fue designado en 1996 como un importante activo cultural inmaterial por la UNESCO.